# نعيم عبعوب
نعيم عبعوب مساعد الكعبي ولد في 1969 وهو امين محافظة بغداد عاصمة العراق منذ 2013 إلى 2015 حيث تمت اقالته من قبل رئيس الوزراء حيدر العبادي بسبب شبهات حامت حوله وكذلك شخصيته التي أصبحت محل تندر البغداديين.

## تحصليه العلمي
- تخرج من أعدادية بور سعيد للبنين - الفرع العلمي
- بكالوريوس هندسة الزراعة 1990 جامعة بغداد

## مواقفه
ذاع صيت السيد نعيم عبعوب في بغداد والعراق بسبب قنبلة (صخرة عبعوب) الإعلامية، تلك الصخرة التي إدعى السيد عبعوب بأنها كانت هي السبب في فيضان بغداد في موسم أمطار سابق وهي التي تزن مائة وخمسين كيلوغراماً..دون أن يعترف بفشل مؤسسته في درء خطر فيضان العاصمة وعجز منظومة المجاري بتصريف مياه الأمطار.
لقد تحول الموظف العمومي صاحب المنصب الرفيع في حكومة العاصمة إلى بطل الكوميديا السوداء والشخصية الكاريكاتورية ذات التصريحات الغريبة والمضحكة والمثيرة للشفقة..بعد أن وصف مدينة دبي بأنها (زرق ورق).. وأن الصين تنتج مياهاً لا ترقى إلى إنتاج العراق..وإن بغداد أجمل من أوروبا.لقد أخذت النرجسية المريضة بهذا المهندس الزراعي لأن يتصور بأن نعيم عبعوب وسيم بغداد بدون منازع وأنه أجمل من أمين طهران، لا بل أن فتيات طهران معجبات به كثيرا لأنه أجمل من أمين طهران..وأن الأمهات في حدائق الزوراء يدفعن أطفالهن ليلتقطوا الصور التذكارية مع وسيم بغداد.وآخر تصريح للمهندس عبعوب في لقاء إعلامي مع إحدى الفضائيات قال ” نحن فضحنا انفسنا وهذا [عيب] والله العظيم [عيب] حيث ان الفساد موجود في اليابان لكن لايعترف بذلك، وان الفساد في اليابان أكثر مما موجود في العراق ودليل ذلك ان متر المقرنص في العراق يتم انجازه بملغ [40] دولارا في حين يتم انجاز المتر في اليابان بـ[5] الاف دولار والفرق نحن غير منظمين وهم منظمون”.
ويطلق عبعوب وخلال مقابلات تلفزيونية كلمات سرعان ما تأخذ انتشاراً وسخرية ناقدة في المجتمع البغدادي بشكل واسع، ثم لا تلبث أن تتحول إلى الموضوع الأكثر تداولا حتى بين وسائل الإعلام العراقية، وبخاصة بعد تصريحاته الأخيرة التي تحدث بها عن وسامته والتي تحولت فيما بعد إلى كوميديا ساخرة يتم تداولها عبر وسائل التواصل الاجتماعي.
رئيس لجنة الخدمات والإعمار في حكومة بغداد الدكتور محمد الربيعي قال في تصريح له «إن هذا الأمر يعكس شخصية عبعوب نفسه، لكننا غير راضين عن طريقة تعاطيه كونه رجلا برتبة وزير ويعد عالمياً، ثاني أهم مركز حكومي في الدولة بعد رئيس الوزراء، فهو أمين العاصمة التي هي مركز الحكم كما عليه باعتباره الأمين أن تكون ردوده للإعلام مهنية ورقمية».